# Eurylister nudus
Eurylister nudus är en skalbaggsart som beskrevs av Heinrich Bickhardt 1920. Eurylister nudus ingår i släktet Eurylister och familjen stumpbaggar. Inga underarter finns listade i Catalogue of Life.